# Kanton Stenay
Der Kanton Stenay ist seit 1790 ein französischer Wahlkreis im Arrondissement Verdun, im Département Meuse und in der Region Grand Est (bis 2015 Lothringen); sein Hauptort ist Stenay.

## Lage
Der Kanton liegt im Nordwesten des Départements Meuse.

## Geschichte
Der Kanton entstand 1790. Bis 2015 gehörten 19 Gemeinden zum Kanton Stenay. Mit der Neuordnung der Kantone in Frankreich stieg die Zahl der Gemeinden 2015 auf 35. Zu den bisherigen 19 Gemeinden kamen 16 der 17 Gemeinden des bisherigen Kantons Dun-sur-Meuse (nur die Gemeinde Vilosnes-Haraumont nicht) hinzu.

## Gemeinden
Der Kanton besteht aus 35 Gemeinden mit insgesamt 8459 Einwohnern (Stand: 1. Januar 2022) auf einer Gesamtfläche von 362,24 km²:
| Gemeinde                 | Einwohner 1. Januar 2022 | Fläche km² | Dichte Einw./km² | Code INSEE | Postleitzahl |
| ------------------------ | ------------------------ | ---------- | ---------------- | ---------- | ------------ |
| Aincreville              | 81                       | 9,11       | 9                | 55004      | 55110        |
| Autréville-Saint-Lambert | 35                       | 4,01       | 9                | 55018      | 55700        |
| Baâlon                   | 268                      | 14,76      | 18               | 55025      | 55700        |
| Beauclair                | 90                       | 4,84       | 19               | 55036      | 55700        |
| Beaufort-en-Argonne      | 127                      | 11,09      | 11               | 55037      | 55700        |
| Brieulles-sur-Meuse      | 311                      | 24,05      | 13               | 55078      | 55110        |
| Brouennes                | 161                      | 12,22      | 13               | 55083      | 55700        |
| Cesse                    | 113                      | 5,30       | 21               | 55095      | 55700        |
| Cléry-le-Grand           | 89                       | 7,18       | 12               | 55118      | 55110        |
| Cléry-le-Petit           | 189                      | 4,58       | 41               | 55119      | 55110        |
| Doulcon                  | 422                      | 8,57       | 49               | 55165      | 55110        |
| Dun-sur-Meuse            | 590                      | 6,41       | 92               | 55167      | 55110        |
| Fontaines-Saint-Clair    | 36                       | 6,23       | 6                | 55192      | 55110        |
| Halles-sous-les-Côtes    | 138                      | 5,51       | 25               | 55225      | 55700        |
| Inor                     | 178                      | 6,46       | 28               | 55250      | 55700        |
| Lamouilly                | 84                       | 4,76       | 18               | 55275      | 55700        |
| Laneuville-sur-Meuse     | 446                      | 22,82      | 20               | 55279      | 55700        |
| Liny-devant-Dun          | 189                      | 10,90      | 17               | 55292      | 55110        |
| Lion-devant-Dun          | 178                      | 15,51      | 11               | 55293      | 55110        |
| Luzy-Saint-Martin        | 113                      | 7,35       | 15               | 55310      | 55700        |
| Martincourt-sur-Meuse    | 68                       | 5,96       | 11               | 55323      | 55700        |
| Milly-sur-Bradon         | 148                      | 10,40      | 14               | 55338      | 55110        |
| Mont-devant-Sassey       | 99                       | 8,22       | 12               | 55345      | 55110        |
| Montigny-devant-Sassey   | 131                      | 9,72       | 13               | 55349      | 55110        |
| Moulins-Saint-Hubert     | 186                      | 8,14       | 23               | 55362      | 55700        |
| Mouzay                   | 650                      | 35,73      | 18               | 55364      | 55700        |
| Murvaux                  | 138                      | 14,21      | 10               | 55365      | 55110        |
| Nepvant                  | 91                       | 5,15       | 18               | 55377      | 55700        |
| Olizy-sur-Chiers         | 196                      | 9,22       | 21               | 55391      | 55700        |
| Pouilly-sur-Meuse        | 172                      | 11,83      | 15               | 55408      | 55700        |
| Sassey-sur-Meuse         | 89                       | 4,33       | 21               | 55469      | 55110        |
| Saulmory-Villefranche    | 82                       | 6,85       | 12               | 55471      | 55110        |
| Stenay                   | 2.428                    | 27,16      | 89               | 55502      | 55700        |
| Villers-devant-Dun       | 51                       | 7,97       | 6                | 55561      | 55110        |
| Wiseppe                  | 92                       | 5,69       | 16               | 55582      | 55700        |
| Kanton Stenay            | 8.459                    | 362,24     | 23               | 5514       | –            |

Bis zur landesweiten Neuordnung der französischen Kantone im März 2015 gehörten zum Kanton Stenay die 19 Gemeinden Autréville-Saint-Lambert, Baâlon, Beauclair, Beaufort-en-Argonne, Brouennes, Cesse, Halles-sous-les-Côtes, Inor, Lamouilly, Laneuville-sur-Meuse, Luzy-Saint-Martin, Martincourt-sur-Meuse, Moulins-Saint-Hubert, Mouzay, Nepvant, Olizy-sur-Chiers, Pouilly-sur-Meuse, Stenay (Hauptort) und Wiseppe. Sein Zuschnitt entsprach einer Fläche von 207,89 km2. Er besaß vor 2015 den INSEE-Code 5520.

## Bevölkerungsentwicklung
| 1962 | 1968 | 1975 | 1982 | 1990 | 1999 | 2006 | 2012 |
| ---- | ---- | ---- | ---- | ---- | ---- | ---- | ---- |
| 8792 | 8302 | 7795 | 7334 | 6672 | 6244 | 6107 | 6143 |

## Politik
Im 1. Wahlgang am 22. März 2015 erreichte keines der vier Wahlpaare die absolute Mehrheit. Bei der Stichwahl am 29. März 2015 gewann das Gespann Évelyne Jacquet/Stéphane Perrin (beide DVD) gegen Alain Plun/Laurence Raulet (beide DVD) mit einem Stimmenanteil von 61,23 % (Wahlbeteiligung:51,02 %).
Seit 1945 hatte der Kanton folgende Abgeordnete im Rat des Départements:
| Vertreter im conseil général des Départements | Vertreter im conseil général des Départements | Vertreter im conseil général des Départements |
| Amtszeit                                      | Name                                          | Partei                                        |
| --------------------------------------------- | --------------------------------------------- | --------------------------------------------- |
| 1945–1986                                     | André Madoux                                  | DVD                                           |
| 1986–2009                                     | Étienne Demulder                              | DVD                                           |
| 2009–2015                                     | Stéphane Perrin                               | DVD                                           |
| 2015–                                         | Évelyne Jacquet Stéphane Perrin               | DVD                                           |